# Luigi Fera
Luigi Fera (Cellara, 12 giugno 1868 – Roma, 9 maggio 1935) è stato un avvocato e politico italiano.

## Biografia
Figura di primo piano nella vita culturale nella Cosenza di fine Ottocento (avvocato penalista di successo, docente di filosofia al liceo classico "Bernardino Telesio", membro dell'Accademia Cosentina di cui divenne giovanissimo segretario perpetuo, redattore capo del settimanale anticlericale La Lotta), massone, venne eletto sindaco di Cosenza nel 1900 e deputato nel collegio di Rogliano nel 1904. "D'intesa con Giolitti nel febbraio 1908 aveva affossato la mozione Bissolati per il divieto dell'insegnamento del catechismo nella scuola elementare" .
Dopo essere stato per oltre un decennio all'opposizione radicale, fu nominato ministro delle poste dal 1916 al 1919 nel governo Boselli (18 giugno 1916 al 30 ottobre 1917) e nel governo Orlando (30 ottobre 1917 al 23 giugno 1919) e Ministro di grazia e giustizia dal 1920 al 1921 nel governo Giolitti V (15 giugno 1920 al 4 luglio 1921).
Deputato del Partito Democratico Sociale Italiano, dopo un appoggio iniziale al Governo Mussolini nel periodo immediatamente successivo alla marcia su Roma (1922), nel 1924 si ritirò dall'attività politica esercitando la professione di avvocato a Roma.

## Scritti
- Luigi Fera, Ancora per la crisi costituzionale : discorso tenuto ai 6 luglio 1925 alla sezione democratica sociale napoletana. Roma: Coop. Tip. Luzzatti, 1925
- Luigi Fera, Discorsi e relazioni parlamentari : dai 15 di giugno 1920 ai 4 di luglio 1921. Roma: C. Colombo, 1923
- Luigi Fera, La crisi della Costituzione. Padova: Tip. Vendier, 1925
- Luigi Fera, Memoria difensiva per Giovanni Quintieri contro Salvatore Quintieri. Roma: Tip. Ditta Fratelli Pallotta, 1928
- Luigi Fera, Per la patria e per la democrazia. Roma: Bocca, 1924
- Luigi Fera e Stanislao De Chiara, Un episodio del 1799, con documenti. Teramo: Rivista abruzzese, 1902